# Јамајка на Светском првенству у атлетици у дворани 2024.
Јамајка је учествовала на 19. Светском првенству у атлетици у дворани 2024. одржаном у Глазгову од 1. до 3. марта деветнаести пут, односно, учествовала је на свим првенствима до данас. Репрезентацију Јамајке представљало је 20 такмичара (7 мушкараца и 13 жена) који су се такмичили у 13 дисциплина (5 мушких и 8 женских).,
На овом првенству Јамајка је по броју освојених медаља заузела 25. место са 3 освојене медаље (3 бронзане).
У табели успешности према броју и пласману такмичара који су учествовали у финалним такмичењима (првих 8 такмичара) Јамајка је са 6 учесника у финалу заузела 9. место са 26 бодова.
| Плас. | Земља   | 1. место | 2. место | 3. место | 4. место | 5. место | 6. место | 7. место | 8. место | Бр. финал. | Бод. |
| ----- | ------- | -------- | -------- | -------- | -------- | -------- | -------- | -------- | -------- | ---------- | ---- |
| 9.    | Јамајка | 0        | 0        | 3        | 0        | 0        | 2        | 1        | 0        | 6          | 26   |

## Учесници
| Мушкарци: - Ackeem Blake — 60 м - Рашин Макдоналд — 400 м - Дејмион Томас — 60 м препоне - Тилер Масон — 60 м препоне - Кери Меклауд — Скок удаљ - Tajay Gayle — Скок удаљ - Рајиндра Кембел — Бацање кугле | Жене: - Шашали Форбс — 60 м - Брајана Вилијамс — 60 м - Стејси Ен Вилијамс — 400 м, 4 х 400 м - Чароки Јанг — 400 м, 4 х 400 м - Natoya Goule — 800 м - Меган Тапер — 60 м препоне - Џунел Бромфилд — 4 х 400 м - Андренет Најт — 4 х 400 м - Лија Андерсон — 4 х 400 м - Ланае-Тава Томас — 4 х 400 м - Тисана Хиклинг — Скок удаљ - Кимберли Вилијамс — Троскок - Даниел Томас-Дод — Бацање кугле |

## Освајачи медаља (3)

### Бронза (3)
- Ackeem Blake — 60 м
- Рашин Макдоналд — 400 м
- Кери Меклауд — Скок удаљ

## Резултати

### Мушкарци
| Атлетичар       | Дисциплина   | Лични рекорд | Квалификације | Квалификације | Полуфинале            | Полуфинале            | Финале                | Финале       | Детаљи |
| Атлетичар       | Дисциплина   | Лични рекорд | Резултат      | Место         | Резултат              | Место                 | Резултат              | Место        | Детаљи |
| --------------- | ------------ | ------------ | ------------- | ------------- | --------------------- | --------------------- | --------------------- | ------------ | ------ |
| Ackeem Blake    | 60 м         | 6,42         | 6,55 КВ       | 1. у гр. 7    | 6,51 КВ               | 1. у гр. 2            | 6,46                  |              |        |
| Рашин Макдоналд | 400 м        | 47,05        | 46,25 КВ, ЛР  | 2. у гр. 2    | 46,02 КВ, ЛР          | 2. у гр. 2            | 45,65 ЛР              |              |        |
| Дејмион Томас   | 60 м препоне | 7,51         | 7,73          | 6. у гр. 2    | Нису се квалификовали | Нису се квалификовали | Нису се квалификовали | 23 / 40 (42) |        |
| Тилер Масон     | 60 м препоне | 7,65         | 7,86(.855)    | 6. у гр. 4    | Нису се квалификовали | Нису се квалификовали | Нису се квалификовали | 32 / 40 (42) |        |
| Кери Меклауд    | Скок удаљ    | 8,40         |               |               |                       |                       | 8,21 ЛРС              |              |        |
| Tajay Gayle     | Скок удаљ    | 8,69         | 7,89          | 6 / 15 (16)   |                       |                       |                       |              |        |
| Рајиндра Кембел | Бацање кугле | 22,22        | Без пласмана  | Без пласмана  |                       |                       |                       |              |        |

### Жене
| Атлетичарка         | Дисциплина   | Лични рекорд | Квалификације   | Квалификације | Полуфинале            | Полуфинале            | Финале                | Финале             | Детаљи |
| Атлетичарка         | Дисциплина   | Лични рекорд | Резултат        | Место         | Резултат              | Место                 | Резултат              | Место              | Детаљи |
| ------------------- | ------------ | ------------ | --------------- | ------------- | --------------------- | --------------------- | --------------------- | ------------------ | ------ |
| Шашали Форбс        | 60 м         | 7,03         | 7,17(.162) КВ   | 2. у гр. 6    | 7,15                  | 1. у гр. 3            | Нису се квалификовале | 11 / 53            |        |
| Брајана Вилијамс    | 60 м         | 7,04         | 7,22(.220) КВ   | 2. у гр. 2    | 7,19                  | 3. у гр. 3            | Нису се квалификовале | 14 / 53            |        |
| Стејси Ен Вилијамс  | 400 м        | 51,49        | 52,16 кв        | 4. у гр. 2    | 52,72                 | 4. у гр. 1            | Нису се квалификовале | 10 / 24            |        |
| Чароки Јанг         | 400 м        | 51,24        | 53,04           | 4. у гр. 1    | Није се квалификовала | Није се квалификовала | Није се квалификовала | 15 / 24            |        |
| Natoya Goule-Toppin | 800 м        | 1:58,46      | 2:00,83 КВ, ЛРС | 2. у гр. 1    |                       |                       | 2:01,41               | 12 / 26            |        |
| Меган Тапер         | 60 м препоне | 7,98         | 8,05(.043) КВ   | 3. у гр. 6    | 8,00(.991)            | 3. у гр. 3            | Није се квалификовала | 11 / 37            |        |
| Џунел Бромфилд*     | 4 х 400 м    | 3:26,54 НР   | 3:27,35 КВ, НРС | 2. у гр. 2    |                       |                       | Нису завршиле трку    | Нису завршиле трку |        |
| Ланае-Тава Томас    | 4 х 400 м    | 3:26,54 НР   | 3:27,35 КВ, НРС | 2. у гр. 2    |                       |                       | Нису завршиле трку    | Нису завршиле трку |        |
| Андренет Најт       | 4 х 400 м    | 3:26,54 НР   | 3:27,35 КВ, НРС | 2. у гр. 2    |                       |                       | Нису завршиле трку    | Нису завршиле трку |        |
| Чароки Јанг         | 4 х 400 м    | 3:26,54 НР   | 3:27,35 КВ, НРС | 2. у гр. 2    |                       |                       | Нису завршиле трку    | Нису завршиле трку |        |
| Стејси Ен Вилијамс  | 4 х 400 м    | 3:26,54 НР   | 3:27,35 КВ, НРС | 2. у гр. 2    |                       |                       | Нису завршиле трку    | Нису завршиле трку |        |
| Лија Андерсон*      | 4 х 400 м    | 3:26,54 НР   | 3:27,35 КВ, НРС | 2. у гр. 2    |                       |                       | Нису завршиле трку    | Нису завршиле трку |        |
| Тисана Хиклинг      | Скок удаљ    | 6,85         |                 |               |                       |                       | 6,43 ЛРС              | 10 / 15            |        |
| Кимберли Вилијамс   | Троскок      | 14,69        | 14,07 ЛРС       | 7 / 14 (16)   |                       |                       |                       |                    |        |
| Даниел Томас-Дод    | Бацање кугле | 19,77 НР, ЛР | 19,12 ЛРС       | 6 / 17        |                       |                       |                       |                    |        |

- Такмичарке у штафети обележене звездицом су трчале у квалификацијама